# بيري كروسوهيتي
بيري كروسوهيتي  (بالإنجليزية: Perry Crosswhite)‏ هو لاعب كرة سلة أسترالي سابق.

## روابط خارجية
- بيري كروسوهيتي على موقع الاتحاد الدولي لكرة السلة (الإنجليزية)
- بيري كروسوهيتي على موقع الاتحاد الدولي لكرة السلة (الإنجليزية)
- بيري كروسوهيتي على موقع الاتحاد الدولي لكرة السلة (الإنجليزية)
- بيري كروسوهيتي على موقع الاتحاد الدولي لكرة السلة (الإنجليزية)
- بيري كروسوهيتي على موقع كلية كرة السلة في سبورتس رفرنس.كوم (الإنجليزية)
- بيري كروسوهيتي على موقع سبورتس رفرنس (الإنجليزية)
- بيري كروسوهيتي على موقع أوليمبيديا (الإنجليزية)
- بيري كروسوهيتي على موقع اللجنة الأولمبية الأسترالية (الإنجليزية)
- بيري كروسوهيتي على موقع قاعة أستراليا للمشاهير الرياضية (الإنجليزية)